# Brote de mpox en Colombia de 2022-2023
El  brote de mpox en Colombia de 2022-2023 originado por el virus de la viruela del mono en África, inició el 23 de junio de 2022 en la ciudad de Bogotá y Medellín cuando el Ministerio de Salud, confirmó los primeros 3 casos. Hasta el 19 de septiembre de 2022, se han confirmado 1 653 casos y 727 casos recuperados.

## Cronología
| Casos de viruela símica en Colombia Muertes Recuperaciones Casos activos junjulagosepÚltimos 15 días | Casos de viruela símica en Colombia Muertes Recuperaciones Casos activos junjulagosepÚltimos 15 días | Casos de viruela símica en Colombia Muertes Recuperaciones Casos activos junjulagosepÚltimos 15 días | Casos de viruela símica en Colombia Muertes Recuperaciones Casos activos junjulagosepÚltimos 15 días | Casos de viruela símica en Colombia Muertes Recuperaciones Casos activos junjulagosepÚltimos 15 días |
| --- | --- | --- | --- | --- |
| Fecha                                                                                                | Fecha                                                                                                | | N.º de casos                                                                                         | N.º de muertes                                                                                       |
| 2022-06-23                                                                                           | 2022-06-23                                                                                           | | 3(—)                                                                                                 | |
| ⋮ | ⋮ | | 3(=)                                                                                                 | |
| 2022-07-02                                                                                           | 2022-07-02                                                                                           | | 5(+67%)                                                                                              | |
| ⋮ | ⋮ | | 5(=)                                                                                                 | |
| 2022-07-08                                                                                           | 2022-07-08                                                                                           | | 6(+20%)                                                                                              | |
| 2022-07-09                                                                                           | 2022-07-09                                                                                           | | 6(=)                                                                                                 | |
| 2022-07-10                                                                                           | 2022-07-10                                                                                           | | 7(+17%)                                                                                              | |
| ⋮ | ⋮ | | 7(=)                                                                                                 | |
| 2022-07-19                                                                                           | 2022-07-19                                                                                           | | 10(+43%)                                                                                             | |
| ⋮ | ⋮ | | 10(=)                                                                                                | |
| 2022-07-22                                                                                           | 2022-07-22                                                                                           | | 11(+10%)                                                                                             | |
| ⋮ | ⋮ | | 11(=)                                                                                                | |
| 2022-07-29                                                                                           | 2022-07-29                                                                                           | | 15(+36%)                                                                                             | |
| ⋮ | ⋮ | | 15(=)                                                                                                | |
| 2022-08-01                                                                                           | 2022-08-01                                                                                           | | 20(+33%)                                                                                             | |
| ⋮ | ⋮ | | 20(=)                                                                                                | |
| 2022-08-05                                                                                           | 2022-08-05                                                                                           | | 43(+115%)                                                                                            | |
| ⋮ | ⋮ | | 43(=)                                                                                                | |
| 2022-08-08                                                                                           | 2022-08-08                                                                                           | | 55(+28%)                                                                                             | |
| ⋮ | ⋮ | | 55(=)                                                                                                | |
| 2022-08-11                                                                                           | 2022-08-11                                                                                           | | 84(+53%)                                                                                             | |
| ⋮ | ⋮ | | 84(=)                                                                                                | |
| 2022-08-15                                                                                           | 2022-08-15                                                                                           | | 129(+54%)                                                                                            | |
| ⋮ | ⋮ | | 129(=)                                                                                               | |
| 2022-08-19                                                                                           | 2022-08-19                                                                                           | | 164(+27%)                                                                                            | |
| ⋮ | ⋮ | | 164(=)                                                                                               | |
| 2022-08-22                                                                                           | 2022-08-22                                                                                           | | 273(+66%)                                                                                            | |
| 2022-08-23                                                                                           | 2022-08-23                                                                                           | | 273(=)                                                                                               | |
| ⋮ | ⋮ | | 273(=)                                                                                               | |
| 2022-08-29                                                                                           | 2022-08-29                                                                                           | | 582(+113%)                                                                                           | |
| ⋮ | ⋮ | | 582(=)                                                                                               | |
| 2022-09-05                                                                                           | 2022-09-05                                                                                           | | 938(+61%)                                                                                            | |
| ⋮ | ⋮ | | 938(=)                                                                                               | |
| 2022-09-12                                                                                           | 2022-09-12                                                                                           | | 1260(+34%)                                                                                           | |
| ⋮ | ⋮ | | 1260(=)                                                                                              | |
| 2022-09-19                                                                                           | 2022-09-19                                                                                           | | 1653(+31%)                                                                                           | |

### 2022

#### Mayo
A partir de mayo, el Ministerio de Salud de Colombia estaba tomando medidas de seguimiento y control. La directora de Epidemiología y Demografía del Ministerio de Salud, Claudia Cuellar, informó a la población colombiana sobre cómo se transmite la viruela del simio entre las personas, y habló sobre la presentación clínica del virus y la normativa sanitaria internacional. Las autoridades de salud del Departamento de Norte de Santander han estado en alerta, ya que el departamento es una zona fronteriza de paso de personas entre Colombia y Venezuela.

#### Junio
- 23 de junio: Se confirman los 3 primeros casos de viruela del mono en Bogotá y Medellín procedentes de Europa.

#### Julio
- 8 de julio: el Instituto Nacional de Salud confirmó un nuevo caso de la enfermedad en Bogotá de una persona que había estado en contacto con una persona infectada de Italia cuando habían viajado a Europa.
- 23 de julio: luego del seguimiento de varios casos, las autoridades de salud iniciaron una extensa fase de vigilancia. [41] El mismo día, el Instituto Nacional de Salud confirmó que el número de casos en el país llegó a 10.
- 25 de julio: se notificó en el departamento de Cundinamarca el primer caso de una persona que había estado en Argentina. , específicamente en el municipio de Cajicá.
- 29 de julio: se detectó el primer caso en Pereira , capital del Departamento de Risaralda.
- 30 de julio:  el Instituto Nacional de Salud confirmó el primer caso en el departamento del Valle del Cauca , específicamente en la ciudad de Cartago ubicada al norte del departamento.

#### Agosto
- 1 de agosto: la Alcaldía de la ciudad de Cali abrió una línea de atención para recibir información cuando una persona reporta casos sospechosos de esta enfermedad.
- 3 de agosto: se confirmó el primer caso en el Departamento de La Guajira de un hombre que había viajado a Bogotá. El caso fue detectado en el municipio de Albania , que se ubica en el centro del departamento. Tras la detección del primer caso en La Guajira, las autoridades sanitarias del vecino departamento del Cesar incrementaron su alerta. El secretario de salud del departamento, Guillermo Girón, indicó que se deben incrementar las medidas de prevención por la cercanía con La Guajira.
- 4 de agosto: se confirmó el primer caso en la ciudad de Bucaramanga , capital del departamento de Santander . El mismo día se registró el primer caso en el departamento del Tolima , específicamente en la ciudad capital de Ibagué , de una persona que había viajado a los Estados Unidos.
- 5 de agosto: Se confirma el primer caso en la capital del departamento de Bolívar , Cartagena
- 11 de agosto: Se detectó el primer caso de esta enfermedad en Popayán , capital del departamento del Cauca .
- 12 de agosto: Se confirmó el primer caso de viruela símica en Riohacha , capital de La Guajira.
- 15 de agosto: Se confirmó el primer caso en la ciudad de Cúcuta , capital del departamento de Norte de Santander , en un hombre que había viajado a México y Estados Unidos. Ese mismo día se reportó el primer caso en Barranquilla , ciudad capital del departamento del Atlántico
- 16 de agosto: se reportó el primer caso en Cali, ciudad capital del departamento del Valle del Cauca.
- 17 de agosto: se confirmó el primer caso en la capital del departamento del Quindío Armenia.
- 20 de agosto: se reportó el primer caso en la ciudad de Villavicencio, capital del departamento del Meta .
- 29 de agosto: se reporta el número más alto de casos confirmados 309 en ese día.
- 31 de agosto: El aeropuerto José María Córdova realizó el primer simulacro en el país con el fin de atender los contagios de la enfermedad.

#### Septiembre
- 5 de septiembre: se reporta el número de casos más alto confirmados 356 en total.
- 12 de septiembre: el país supera los 1000 casos confirmados de viruela símica.

## Estadísticas

### Casos por departamentos
En la siguiente tabla se muestra el número de casos por departamentos a fecha de 19 de septiembre de 2022:
| Departamento             | Casos confirmados | Recuperados | Muertes confirmadas |
| ------------------------ | ----------------- | ----------- | ------------------- |
| Bogotá, D. C.            | 1 148             | 523         | 0                   |
| Antioquia                | 288               | 108         | 0                   |
| Valle del Cauca          | 67                | 28          | 0                   |
| Cundinamarca             | 34                | 19          | 0                   |
| Tolima                   | 20                | 12          | 0                   |
| Santander                | 18                | 6           | 0                   |
| Atlántico                | 15                | 7           | 0                   |
| Bolívar                  | 10                | 5           | 0                   |
| Risaralda                | 9                 | 3           | 0                   |
| Meta                     | 8                 | 4           | 0                   |
| Cesar                    | 6                 | 0           | 0                   |
| Huila                    | 5                 | 0           | 0                   |
| Caldas                   | 4                 | 1           | 0                   |
| San Andrés y Providencia | 4                 | 0           | 0                   |
| Boyacá                   | 3                 | 0           | 0                   |
| Quindío                  | 3                 | 1           | 0                   |
| Cauca                    | 2                 | 2           | 0                   |
| La Guajira               | 2                 | 2           | 0                   |
| Magdalena                | 2                 | 2           | 0                   |
| Guaviare                 | 1                 | 0           | 0                   |
| Norte de Santander       | 1                 | 1           | 0                   |
| Putumayo                 | 1                 | 1           | 0                   |
| Sucre                    | 1                 | 1           | 0                   |
| Colombia                 | 1 653             | 727         | 0                   |

Notas
1. ↑  Incluida la cifra de Cali
2. ↑  Incluida la cifra de Barranquilla
3. ↑  Incluida la cifra de Cartagena
4. ↑  Incluida la cifra de Santa Marta